# Romário (cầu thủ bóng đá, sinh 1985)
Romário Pereira Sipião (sinh ngày 10 tháng 8 năm 1985), thường gọi Romário, là một cầu thủ bóng đá người Brasil thi đấu cho Kalmar FF ở vị trí tiền vệ.
Romário ghi bàn thắng đầu tiên cho GAIS trước Helsingborgs IF vào tháng 10 năm 2010, một bàn thắng quan trọng trong cuộc đua giành danh hiệu, vì bàn thắng đã lấy đi 3 điểm của Helsingborg trước đối thủ Malmö FF.